# The Auctioneer (film 1927)

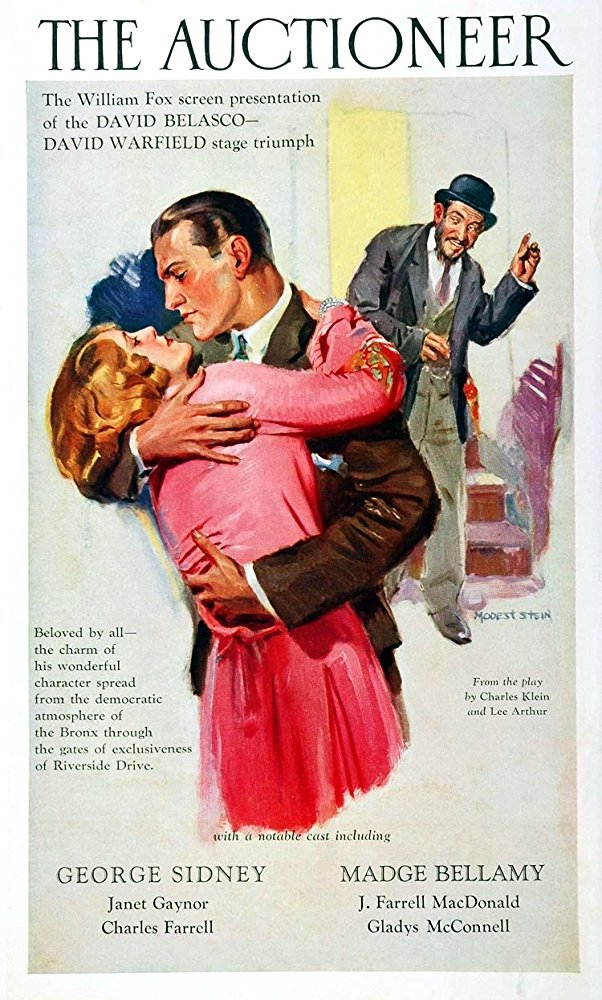

The Auctioneer è un film muto del 1927 diretto da Alfred E. Green. La sceneggiatura di L.G. Rigby e John Stone si basa sul lavoro teatrale The Auctioneer di Charles Klein e Lee Arthur, andato in scena a Broadway il 23 settembre 1901.

## Trama
A New York, Simon Levi, un immigrato ebreo che ha adottato la piccola Ruth dopo la morte di sua madre, impianta nell'East Side un banco dei pegni che è l'origine della sua fortuna. Ruth, ormai diventata una ragazza, si innamora di Richard. Simon, intanto, vittima delle macchinazioni di Paul Groode, cade in rovina ed è ridotto a vivere facendo il venditore ambulante. Ma la sua sfortuna non durerà a lungo e Levi riuscirà a riavere il suo denaro.

## Produzione
Il film fu prodotto dalla Fox Film Corporation.

## Distribuzione
Il copyright del film, richiesto dalla Fox, fu registrato il 16 gennaio 1927 con il numero LP23669.
Distribuito dalla Fox Film Corporation, il film uscì nelle sale cinematografiche USA il 16 gennaio 1927 venendo presentato a New York il 24 gennaio.